# 鄭真 (嘉靖進士)
鄭真（1507年—1584年），字惟誠，號望雲，山東濟寧衛軍籍湖廣黃岡縣人，明朝政治人物。

## 生平
嘉靖十六年（1537年）山東鄉試第七十二名舉人。嘉靖二十六年（1547年）中式丁未科會試第一百六十七名，登第三甲第一百一十三名進士。工部觀政，初授太原府推官，三十一年擢兵部武库司主事，升職方司員外郎，遷郎中，典軍政。与杨继盛厚善，又俱为徐階門人，及继盛弹劾嚴嵩，疑真參预，三十六年出为南康府知府，剛赴任，以憂歸。服闋，起補大名府知府，以卓異轉本府兵備副使，不拜，以疾致仕歸。年七十八卒，著有《望雲堂文集》、《誠齋詩》、《參贊記略》。

## 家族
曾祖鄭興；祖父鄭通，封南京戶部主事；父鄭文炳，寧國府知府。母王氏（封安人）。慈侍下。兄鄭直。子道立、道升、道长、道同、道光。